# Наве (Асти)
Наве је насеље у Италији у округу Асти, региону Пијемонт.
Према процени из 2011. у насељу је живело 74 становника. Насеље се налази на надморској висини од 232 м.